# Yanick van Osch
Yanick van Osch (Bolduque, 24 de marzo de 1997) es un futbolista neerlandés que juega como portero del RKC Waalwijk de la Eredivisie.

## Carrera en clubes
van Osch hizo su debut con el Jong PSV de la Eerste Divisie en 2015. Su club anterior fue el SV BLC.
El 12 de mayo de 2020, van Osch firmó un contrato de dos años, con opción a un tercer año, con Fortuna Sittard efectivo a partir del 1 de julio, después de convertirse en agente libre. Inicialmente fue fichado como suplente del portero titular Alexei Koșelev.

## Estadísticas de club
| Temporada | Club     | Competencia    | Competencia | Competencia | Taza     | Taza  | Internacional | Internacional | Total    | Total |
| Temporada | Club     | Competencia    | Partidos    | Goles       | Partidos | Goles | Partidos      | Goles         | Partidos | Goles |
| --------- | -------- | -------------- | ----------- | ----------- | -------- | ----- | ------------- | ------------- | -------- | ----- |
| 2015-16   | Jong PSV | Eerste Divisie | 5           | 0           | 0        | 0     | —             | —             | 5        | 0     |
| 2016-17   | Jong PSV | Eerste Divisie | 10          | 0           | 0        | 0     | —             | —             | 10       | 0     |
| 2017-18   | Jong PSV | Eerste Divisie | 17          | 0           | 0        | 0     | —             | —             | 17       | 0     |
| 2018-19   | Jong PSV | Eerste Divisie | 15          | 0           | 0        | 0     | —             | —             | 15       | 0     |
| Total     | Total    | Total          | 47          | 0           | 0        | 0     | 0             | 0             | 47       | 0     |

Actualizado al 17 de mayo de 2019